# Marius-Paul Faurax
Cet article possède un paronyme, voir Faura (homonymie).
Marius-Paul Faurax plus connu comme le Commandant Faurax, né le 15 mars 1849 au 10 cours Morand à La Guillotière — par la suite, le cours Morand est devenu le Cours Franklin Roosevelt dans le 6e arrondissement de Lyon — et mort au combat le 19 septembre 1892 au Dahomey,, est un militaire français. Il est inhumé dans le caveau de la famille Faurax dans l'ancien cimetière de La Guillotière.

## Carrière

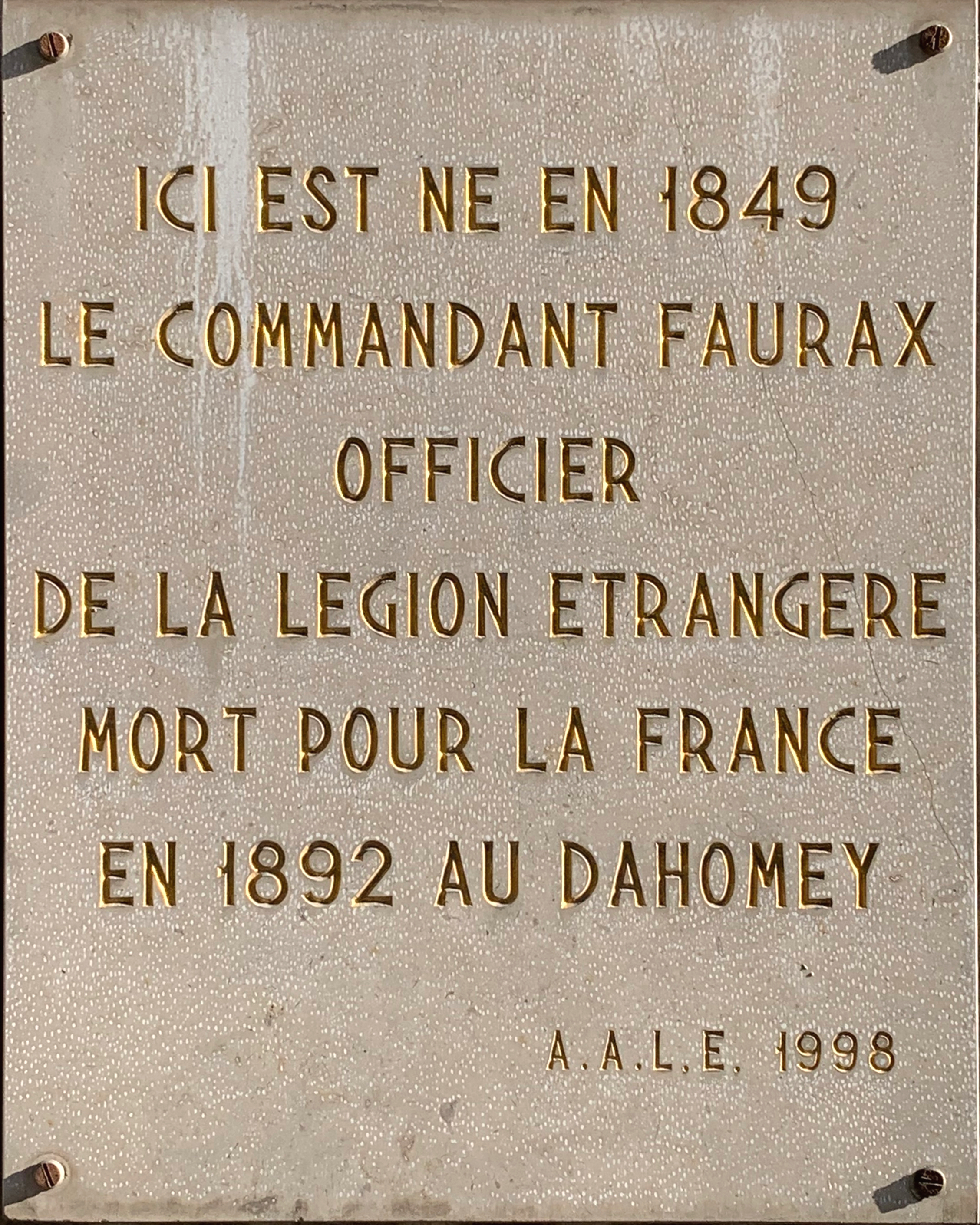
Plaque apposée sur la maison natale du Commandant Faurax à Lyon.

Il s'engage dans l'armée et intègre le 77e Régiment d'Infanterie le 15 avril 1867 avec lequel il participe à la guerre franco-allemande de 1870 notamment à Sarrebruck et à Nuits-Saint-Georges où il est blessé. Il est muté au cours de cette guerre au 90e régiment d'infanterie puis au 57e Régiment d'Infanterie.
Ses faits d'armes au cours de la guerre de 1870 lui valent le grade de capitaine.
Après-guerre il intègre successivement les 100e, 92e et 101e Régiments d'Infanterie. C'est avec ce dernier qu'il intervient pendant cinq ans, de 1881 à 1886, en Tunisie pour consolider le protectorat français dans ce pays.
 Il suit également des cours de spécialisation au camp de La Valbonne. 
Il est ensuite affecté au 3e Bataillon d'Infanterie Légère d'Afrique en 1887 et envoyé au Tonkin là encore pour sécuriser le nouveau protectorat français. Son expédition dure trois ans et il en revient avec plusieurs distinctions honorifiques: la médaille du Tonkin, les insignes d'officier de l'Ordre royal du Cambodge et de l'Ordre du Dragon d'Annam et officier de la Légion d'honneur. Revenu en France en 1889 récompensé avec le grade de commandant, et après un rapide intermède au 98e régiment d'infanterie à Sathonay, il intègre le 1er Régiment Étranger à Sidi Bel Abbès le 14 janvier 1892.
Il est dépêché, ses hommes et lui au Dahomey pour s'opposer aux troupes de Béhanzin. Il est tué en septembre 1892 au combat dans la bataille de Dogba.

## Hommages

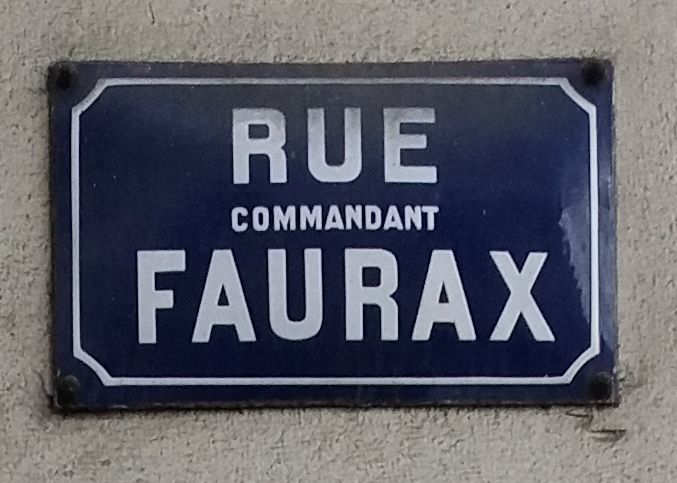
Plaque de la rue du Commandant-Faurax

Il y a une rue du Commandant-Faurax (d)  à Lyon baptisée ainsi en 1893.